# La Grande Farandole (film)
Pour les articles homonymes, voir La Grande Farandole.
Pour plus de détails, voir Fiche technique et Distribution.
La Grande Farandole (The Story of Vernon and Irene Castle) est un film musical américain de H. C. Potter, sorti en 1939.

## Synopsis
Vernon et Irene Castle rêvent d'avoir leur propre numéro de danse. Après des essais infructeux aux États-Unis, ils décident de partir pour Paris ...

## Fiche technique
- Titre : La Grande farandole
- Titre original : The Story of Vernon and Irene Castle
- Réalisation : H. C. Potter
- Scénario : Richard Sherman, Oscar Hammerstein II et Dorothy Yost d'après les livres d'Irene Castle
- Production: George Haight pour la RKO
- Directeur de la photographie : Robert de Grasse
- Musique : Robert Russell Bennett
- Directeur musical : Victor Baravalle
- Chorégraphie : Hermes Pan
- Décors : Van Nest Polglase
- Costumes : Irene Castle et Edward Stevenson
- Montage : William Hamilton
- Société de distribution : RKO
- Pays d'origine :  États-Unis
- Langue : anglais
- Format : noir et blanc
- Genre : Biopic, drame, romance, film musical et guerre
- Durée : 93 minutes
- Dates de sortie : 
  - États-Unis : 29 mars 1939
  - France : 17 mai 1939
- Affiches : Jacques Bonneaud, Bernard Lancy (France)

## Distribution
- Fred Astaire : Vernon Castle
- Ginger Rogers : Irene Castle
- Edna May Oliver : Maggie Sutton
- Walter Brennan : Walter Ash
- Lew Fields : Lew Fields
- Etienne Girardot : Papa Aubel
- Janet Beecher : Mme Foote
- Rolfe Sedan : Emile Aubel
- Leonid Kinskey : Un artiste
- Robert Strange : Dr. Foote
- Douglas Walton : Un élève pilote
- Clarence Derwent : Papa Louis
- Sonny Lamont : Charlie
- Frances Mercer : Claire Ford
- Victor Varconi : Le grand duc
- Donald MacBride : Le directeur de l’hôtel

Acteurs non crédités :
- Joe Bordeaux : Un figurant
- Adrienne D'Ambricourt : La logeuse
- Roy D'Arcy : Un acteur dans Patrie
- Russell Hicks : Le colonel
- George Irving : L'ordonnance du colonel
- Louis Mercier : Un chanteur français
- Jean Sablon : Le pianiste
- Lillian Yarbo : Mary, la femme de ménage de Claire

## Autour du film
- C'est le neuvième et dernier film tourné par Fred Astaire et Ginger Rogers à la RKO. Le duo se reforma dix ans après pour jouer dans Entrons dans la danse, produit par la MGM.
- Le style des premiers films du duo commençait à passer de mode. Le ton de La Grande Farandole présente donc quelques variations avec la formule des productions précédentes : le film repose sur une histoire vraie, le ton est plus réaliste, et des éléments dramatiques, dont le dénouement, sont destinés à laisser une impression mélancolique.
- Malgré la constance du succès public du tandem, le film perdit de l'argent en raison de coûts de production qui avaient fortement augmenté pour les comédies musicales. Ginger Rogers se recentra sur des rôles non musicaux, alors que Fred Astaire fut libéré de son contrat avec le studio.